# O-PARTS〜オーパーツ〜
『O-PARTS〜オーパーツ〜』（オーパーツ）は、フジテレビで2012年2月27日から同年3月1日までの23:00 - 23:45 (JST) に4夜連続で放送されたテレビドラマ。144年後の未来から送り込まれたテロリスト「NeX」の殺人計画に対抗すべく、日本政府によって選ばれた5人の若者たちの戦いを描く。
丸山隆平は本作品が単独でのドラマ初主演となる。

## あらすじ
物質が考えられぬような移動をしたり、不特定多数の人間が謎の気絶、そして一人だけ内臓をとり出されて殺されるテロが発生し、世間はそれを「超能力殺人」と呼び、騒いでいた。
就職浪人中の柿沢は、かつて「何者かになれる」と信じていたのと裏腹に普通の人間にすらなれていない自分に苛立っていた。ある日スタンガンで気絶させられ、目を覚ますとどこかの一室。同じように拉致されてきた友紀・明日香・和馬・本郷の冴えない若者4人が集められていた。そこに総理補佐官の牧村が現れ、超能力殺人を止めて欲しいと強要される。政府はテロ集団を現代の科学技術には成し得ない技術を持ち合わせた集団ということで「O-PARTS」と呼び、彼らの目的は未来の要人の先祖の殺害であるという。なぜ自分たちが選ばれたのか納得のいかない5人は、殺人予告がされたという次の事件現場を見学に行くが、そこで未来を感じ取ることができる第六感の神経が発達していった。
自分たちの命も危ないと非協力的な態度を取るO-PARTS捜査官たちだったが、正義感の強い柿沢は手を引くことができない。次の事件ではターゲットを守ろうとした和馬が死んでしまうが、それと同時にO-PARTSの一人が消滅する。そして政府からは、O-PARTSは捜査官たちの子孫であることが告げられる。次のターゲットに柿沢の元恋人・しずかが選ばれるが、その情報を使いテロを初めて阻止する捜査官たち。しかしそれに苛立ったO-PARTSは、要人の祖先が多く通っているという幼稚園に時限爆弾を仕掛けた。政府は捜査官を殺しO-PARTSもろとも消滅させようと試みるが、友紀が自分はO-PARTSの一人であり、殺しても爆発するから無駄だと止める。柿沢はテロ行為を止めたいという友紀の言葉を信じて共に行動し、何とか爆発を阻止するが、同じころにO-PARTSと対峙した明日香と本郷は死んでしまう。また友紀は柿沢のクローンであることが告げられる。
柿沢と友紀を危険人物とみた政府は二人を殺そうとするが、友紀の持っていた未来の記憶を消す道具を使い、二人は普通の生活に戻っていった。

## キャスト

### O-PARTS捜査官
柿沢 雄一 (25)
丸山隆平（関ジャニ∞）（幼少期：橋爪龍）
商社に就職が決まっていたが不運なことに内定が取り消され、就職浪人の身である。幼少期に好きだった特撮ヒーロー「ゴールドガレオン」の携帯ストラップを今でも付けている。
宮前 友紀 (22) / τ (タウ)
忽那汐里
17歳のときに女の子を出産、その後離婚する。子供は施設に預けている。
その正体は未来から来た柿沢のクローン・プロトワン。20歳まで実験台にされ、未来の政府に抵抗してO-PARTSの一員となり、本物の宮前友紀を殺害後彼女になりすました。
榊原 明日香 (32)
伊藤歩
主婦。夫は住吉東京銀行に勤めている銀行員だが、妻帯者という肩書きを得るためだけの結婚だったため夫に愛されず、結婚後も処女だった。人と話をするときも携帯を触りながら会話する。
蟹江 和馬 (20)
染谷将太
中学2年の時にいじめにあって以降、引きこもりとなる。順応性が高く、誰よりも早く自分の置かれている状況を把握し、争いごとを好まず喧嘩の仲裁をする。亜理沙を守るためにO-PARTSの攻撃を受け死亡。
本郷 清次 (37)
川島潤哉
元・中央理工大学理工学部准教授。女子にいじめられて以降、女子の持ち物にしか興奮できなくなり、女子生徒の靴を盗んで大学を解雇された。物事を自分本位で考え、周りの空気を読まず相手が不快に思っていることでも平気で発言する。
牧村 公人 (41)
吹越満
内閣総理大臣補佐官付、O-PARTS捜査責任者。
九頭見 一歩 (52)
吉田鋼太郎
牧村の上司、政治的な立場から物事を判断する合理主義者である。

### O-PARTS
α (アルファ)
谷田歩
明日香の子孫。
ε (エプシロン)
中村悠斗
本郷の子孫。
φ (ファイ)
AKEMI
本物の宮前友紀の子孫だが、友紀の娘は生存しているため、消滅しなかった。
λ (ラムダ)
中川智明
和馬の子孫。

### ターゲット
山本 伸介 (19)
山口大地
西東京大学生。
島津 美奈 (18)
谷内里早
殺害予定時刻：2月27日午前0時。都立高校に通う高校生、家計を支えるためステーキハウス「あさくま」でアルバイトしている。
君塚 亜理沙 (21)
岡田茉奈
殺害予定時刻：2月28日午前10時。ウェディングプランナー。
嵯峨 しずか (25)
高梨臨
殺害予定時刻：2月29日午後0時30分。怪奇現象専門誌「月刊フューチャー」記者。血液型A型。以前に柿沢と付き合っていた。スクープを取るため連続で起きている不可解な殺人事件を取材するが、O-PARTSのターゲットにされる。

## スタッフ
- 脚本：黒岩勉
- 音楽：池頼広
- 演出：今井和久、植田尚
- 演出補：小野浩司
- VFX：オムニバス・ジャパン、イレブングラフィックス（石井教雄、奥田圭一、相川はじめ）
- VFXスーパーバイザー：鹿角剛司
- スタントコーディネーター：大道寺俊典
- ガンエフェクト：大宮敏明
- 警察監修：伊藤鋼一
- 技術協力：WING-T
- 照明協力：サンライズアート
- 美術協力：フジアール
- プロデューサー補：山本喜彦 (MMJ)、佐々木裕美子
- 協力プロデューサー：遠田孝一 (MMJ)
- プロデューサー：成河広明、加藤達也、布施等 (MMJ)
- 制作協力：MMJ
- 制作著作：フジテレビ

## 放送リスト
| 各回                                                       | 放送日        | 演出     | 視聴率 |
| ---------------------------------------------------------- | ------------- | -------- | ------ |
| STAGE.1                                                    | 2012年2月27日 | 今井和久 | 8.1%   |
| STAGE.2                                                    | 2月28日       | 今井和久 | 7.0%   |
| STAGE.3                                                    | 2月29日       | 植田尚   | 6.5%   |
| FINAL STAGE                                                | 3月1日        | 植田尚   | 5.9%   |
| 平均視聴率:6.88%（視聴率は関東地区・ビデオリサーチ社調べ） |               |          |        |

## ネット局
| 放送対象地域  | 放送局                   | 系列                                         | 放送日時 (JST) | 備考       |
| ------------- | ------------------------ | -------------------------------------------- | --- | ---------- |
| 関東広域圏    | フジテレビ (CX)          | フジテレビ系列                               | 2012年2月27日 - 3月1日 23:00 - 23:45                                                                                           | 制作局     |
| 北海道        | 北海道文化放送 (UHB)     | フジテレビ系列                               | 2012年2月27日 - 3月1日 23:00 - 23:45                                                                                           | 同時ネット |
| 岩手県        | 岩手めんこいテレビ (MIT) | フジテレビ系列                               | 2012年2月27日 - 3月1日 23:00 - 23:45                                                                                           | 同時ネット |
| 宮城県        | 仙台放送 (OX)            | フジテレビ系列                               | 2012年2月27日 - 3月1日 23:00 - 23:45                                                                                           | 同時ネット |
| 秋田県        | 秋田テレビ (AKT)         | フジテレビ系列                               | 2012年2月27日 - 3月1日 23:00 - 23:45                                                                                           | 同時ネット |
| 山形県        | さくらんぼテレビ (SAY)   | フジテレビ系列                               | 2012年2月27日 - 3月1日 23:00 - 23:45                                                                                           | 同時ネット |
| 福島県        | 福島テレビ (FTV)         | フジテレビ系列                               | 2012年2月27日 - 3月1日 23:00 - 23:45                                                                                           | 同時ネット |
| 新潟県        | 新潟総合テレビ (NST)     | フジテレビ系列                               | 2012年2月27日 - 3月1日 23:00 - 23:45                                                                                           | 同時ネット |
| 長野県        | 長野放送 (NBS)           | フジテレビ系列                               | 2012年2月27日 - 3月1日 23:00 - 23:45                                                                                           | 同時ネット |
| 静岡県        | テレビ静岡 (SUT)         | フジテレビ系列                               | 2012年2月27日 - 3月1日 23:00 - 23:45                                                                                           | 同時ネット |
| 富山県        | 富山テレビ (BBT)         | フジテレビ系列                               | 2012年2月27日 - 3月1日 23:00 - 23:45                                                                                           | 同時ネット |
| 石川県        | 石川テレビ (ITC)         | フジテレビ系列                               | 2012年2月27日 - 3月1日 23:00 - 23:45                                                                                           | 同時ネット |
| 福井県        | 福井テレビ (FTB)         | フジテレビ系列                               | 2012年2月27日 - 3月1日 23:00 - 23:45                                                                                           | 同時ネット |
| 中京広域圏    | 東海テレビ (THK)         | フジテレビ系列                               | 2012年2月27日 - 3月1日 23:00 - 23:45                                                                                           | 同時ネット |
| 近畿広域圏    | 関西テレビ (KTV)         | フジテレビ系列                               | 2012年2月27日 - 3月1日 23:00 - 23:45                                                                                           | 同時ネット |
| 島根県 鳥取県 | 山陰中央テレビ (TSK)     | フジテレビ系列                               | 2012年2月27日 - 3月1日 23:00 - 23:45                                                                                           | 同時ネット |
| 岡山県 香川県 | 岡山放送 (OHK)           | フジテレビ系列                               | 2012年2月27日 - 3月1日 23:00 - 23:45                                                                                           | 同時ネット |
| 広島県        | テレビ新広島 (TSS)       | フジテレビ系列                               | 2012年2月27日 - 3月1日 23:00 - 23:45                                                                                           | 同時ネット |
| 愛媛県        | テレビ愛媛 (EBC)         | フジテレビ系列                               | 2012年2月27日 - 3月1日 23:00 - 23:45                                                                                           | 同時ネット |
| 高知県        | 高知さんさんテレビ (KSS) | フジテレビ系列                               | 2012年2月27日 - 3月1日 23:00 - 23:45                                                                                           | 同時ネット |
| 福岡県        | テレビ西日本 (TNC)       | フジテレビ系列                               | 2012年2月27日 - 3月1日 23:00 - 23:45                                                                                           | 同時ネット |
| 佐賀県        | サガテレビ (STS)         | フジテレビ系列                               | 2012年2月27日 - 3月1日 23:00 - 23:45                                                                                           | 同時ネット |
| 長崎県        | テレビ長崎 (KTN)         | フジテレビ系列                               | 2012年2月27日 - 3月1日 23:00 - 23:45                                                                                           | 同時ネット |
| 熊本県        | テレビくまもと (TKU)     | フジテレビ系列                               | 2012年2月27日 - 3月1日 23:00 - 23:45                                                                                           | 同時ネット |
| 鹿児島県      | 鹿児島テレビ (KTS)       | フジテレビ系列                               | 2012年2月27日 - 3月1日 23:00 - 23:45                                                                                           | 同時ネット |
| 沖縄県        | 沖縄テレビ (OTV)         | フジテレビ系列                               | 2012年2月27日 - 3月1日 23:00 - 23:45                                                                                           | 同時ネット |
| 宮崎県        | テレビ宮崎 (UMK)         | フジテレビ系列 日本テレビ系列 テレビ朝日系列 | 2012年4月14日 25:20 - 26:05 (STAGE.1) 2012年4月21日 24:50 - 25:35 (STAGE.2) 2012年4月28日 24:50 - 26:20 (STAGE.3, FINAL STAGE) |            |

## 備考
- 2012年9月19日に、このドラマのDVDおよびBlu-ray Discが発売された。